# 法国高等教育
法国的高等教育体系（法語：Études supérieures en France）比较特殊，有很多专业的课程都开设在大学之外的院校。
所有通过高中毕业会考持有也是文凭的毕业生都有进入大学第一阶段学习的权利。 98 %的普通业士、90 %的技术业士和45 %的职业业士都选择在高中毕业后继续接受高等教育。
2012年法国对每个大学生的平均公共支出为11739欧元（比2011年增长了0.9 %）。在2005至2010年间，每个大学生的平均支出增长率（+ 15 %）高于经合组织国家的平均水平（ + 8 %）。但这个数据并不能完全体现实际情况，因为某些大学的数字是10942欧元，而在另外一些院校同样的开支可以达到20000欧元。法国的高等教育支出每年都在增长，在三十年间增长了50 %。
法国的模式可以看作是一个双向开关。一方面，面向所有人开放的大学（医学除外）和通过竞赛筛选最优秀学生的大学校（大学则在入学之后的几年学习过程中进行筛选）提供高等教育服务。另一方面，公立科学技术机构和有着教学和研究职能的大学共同进行学术研究任务。这种特殊的法国模式的复杂性并不容易使外面的人马上理解。据经合组织的数据，2014年，44,7 %的年龄在25到34岁之间的法国人接受过高等教育，高于德国（28 %）。

## 历史
| 博士 (3)  |
| 硕士(2)   |
| 本科(3)   |
| LMD新制度 |

| 博士 (3)                              |
| 高等深入研究文凭/高等专业研究文凭 (1) |
| Maîtrise(1)                           |
| 国家学士文凭 (1)                      |
| 普通大学学习文凭 (2)                  |
| 旧制度                                |

在新制度下，法国有两种硕士研究生学位，分别继承自改革前的专业高等研究文凭和深入研究文凭（Bac+5级别）。
- 职业硕士，毕业后直接就业（前身是高等专业学习文凭）
- 研究硕士，毕业后攻读博士（前身是高等深入研究文凭）

## 整体体系

法国高等教育主要组成部分  高中  工程师学校,、高等商业学校或高等政治学校  大学  入学选拔考试（竞赛）

## 学位、学分
法国的大学教育（不包括医学等专业）分成三个阶段。
- 第一阶段（3年）：向所有持有业士文凭的人开放，毕业后获得本科文凭（包括双学位）[5]。
- 第二阶段（2年）：申请人可能需要通过考试或基于学业成绩档案的筛选[6]，毕业后获得硕士文凭。
- 第三阶段（3年）：毕业后获得博士文凭。

毕业生也可以同时获得一个大学学位。法国共有四种学位：业士、学士、硕士、博士。
获得的学位和欧洲学分系统为欧盟各国统一的系统，可以互认。

## 文凭类型

### 高级技师文凭 BTS
高级技师文凭一般需要在高中学习两年取得，专业方向一般为工业或服务业。这种文凭在就业市场中非常受欢迎，并且毕业后还可以选择进入大学、工程师学校或商校继续接受高等教育。然而一般只有职业高中提供这种课程。因为高中缺少持有国家颁发的大学文凭的教师，这种文凭并没有得到大部分人的欢迎。

### 大学技术学士文凭 BUT
大学技术学院是大学的一个学院，学生可以通过三年的学习获得大学技术学士文凭（工业或服务业）（从2021年起替代原两年制的大学技术文凭）。这种教育理论与实践并重，一般都需要实习才能毕业。毕业后可以直接就业，也可以选择进入大学、工程师学校或着高商继续学习。

### 一般的大学文凭
- 本科文凭
- 硕士文凭
- 博士文凭

这些文凭包括了所有专业（科学、文学、法律、经济、语言、艺术、管理、社会科学等）。

### 定制课程
像法国国立工艺学院的大型院校提供跨专业的高等研究文凭。

## 专业分类

### 艺术
艺术包括了造型艺术、建筑、工业设计、音乐、表演、平面设计、视听。艺术学习需要根据专业需要到专门的学校学习。

##### 表演艺术
提供表演艺术课程的学校：
- 大学（学士、硕士）
- 国立学校
- 国立戏剧学院

##### 平面设计
提供平面设计课程的学校：
- 大学（职业学士、硕士）
- 私立学校（学士、硕士）
- 高中（高级技师文凭）

##### 视听与电影
提供视听与电影课程的学校：
- 大学
- 公立学校
- 私立学校

##### 建筑
法国的建筑学教育由本土的二十所公立建筑学校和巴黎的一所私立建筑学校提供。

##### 设计
提供设计课程的学校：
- 公立学校（硕士）
- 私立学校（学士、硕士）
- 高中（高级技师文凭）

### 商业与管理
大学、高中和大学技术学院都提供商业或管理专业的课程。然而最受欢迎的学校是高商。高中毕业生可以直接进入高商学习或着在大学预科班学习两年后通过入学考试进入高商。

### 法律
提供法律课程的学校：
- 主要是大学（法学院）
- 私立学校

### 教育
大学提供教育专业的课程，毕业后可获得教育硕士。国家教育系统的教师需要通过考试。
四所高等师范学校培养的是大学教师。

### 文学和语言
大学或高等师范学校（在大学预科班学习通过考试后）都有文学语言专业。文凭分为现代文学与古典文学。而语言类的专业则有很多选择。例如语言类的本科文凭有外国语言文明专业和应用外语专业。

### 医疗卫生
医学、药学、口腔医学和助产士的学习都在大学中进行。学生需要在第一年的公共课程的学习后通过选拔考试才能进入自己的专业。医学专业的学习最少需要九年，药学和口腔医学则最少为六年，助产士为五年。
兽医学专业的学生需要在大学预科班、大学、高中或者大学技术学院进行前两年的学校，然后通过选拔考试进入兽医学校完成剩余五年的学习。

### 海洋与滨海科学
这各领域包括了很多专业：海洋生物学、生态学、环境、海洋化学、法律、经济、地理、地球科学、历史、海洋物理、工程。

### 人类与社会科学
人文社会科学包括了一下专业：哲学、历史地理学、语言学、考古学、心理学、神学、人类学、经济学、社会学等。大部分学生都有能保证一般文化常识和法语基础一般业士文凭。前两年的学习为人文社会科学的公共课程，到了第三年可以选择专业方向（一般学士或职业学士文凭）。本科毕业后学生可以选择在大学继续硕士研究生的学习或者进入高等政治学校等专门学校学习。

### 政治学
法国国内共有六所高等政治学院：普罗旺斯艾克斯、波尔多、格勒诺布尔、里昂、巴黎、雷恩、斯特拉斯堡、圣日尔曼昂莱、图卢兹。学校的教学研究领域是当代政治问题。“政治”一词在学校中有着更广泛的意涵，包括了社会、国际和经济问题。学生在至少五年的学习后可以获得文凭和硕士学位。入学一般需要考试或基于学业成绩档案的选拔。一些大学也设有政治学本科与硕士专业，这些大学课程可能也需要经过筛选（比如里昂二大、里昂三大、巴黎一大、巴黎四大）。

## 院校类型

### 工商会开设的学校
法国工商会下属的学校受经济、财政工业部监督。

### 高等教育部主管的公立机构
法国高等教育部主管的公立机构有两种类型：
- 法国公立科学、文化和专业机构，分为如下几种类型
  - 80所大学和2所国立理工学院
  - 不属于大学的独立学院
  - 4所高等师范学院
  - 5所在海外的法国学校
  - 大型院校
  - 其他挂靠在法国公立科学、文化和专业机构的机构
- 公共管理机构 EPA[8]
  - 国立高等工程师学校和4所国立工程师学校（共5所）
  - 8所高等政治学院（共10所）
  - 巴黎企业管理学院
  - 10所独立公立管理机构（工程师学校及其他机构）

### 其他部门主管的公立院校
- 高中（大学校预科班、高级技师文凭）
- 农业部主管的大型院校
- 环境部主管的工程师学校（国立路桥学校）
- 经济部主管的工程师学校（矿业电信）
- 国防部主管的工程师学校（巴黎综合理工学校）
- 装备部主管的工程师学校（明航学校）
- 司法部主管的院校（国立法官学校）
- 文化部主管的院校（建筑学校、藝術学校）
- 卫生部主管的院校（护理学校）

### 私立院校
私立院校主要包括宗教学校、受公共预算资助的工程师学校和商校。

## 学生
|                      | 1990      | 2002      | 2003      | 2004      | 2005      | 2006      | 2007      | 2008      |
| 大学                 | 1,159,937 | 1,392,531 | 1,425,665 | 1,424,536 | 1,421,719 | 1,399,177 | 1,363,750 | 1,404,376 |
| 一般专业与医学类专业 | 1,085,609 | 1,277,066 | 1,311,943 | 1,312,141 | 1,309,122 | 1,285,408 | 1,247,527 | 1,223,717 |
| 大学工程师教育.      | 10,545    | 25,240    | 24,855    | 25,759    | 25,606    | 25,983    | 26,414    | 20,429    |
| 大学技术学院 IUT     | 74,328    | 115,465   | 113,722   | 112,395   | 112,597   | 113,769   | 116,223   | 118,115   |
| 大学师范学院 ESPE    |           |           |           |           |           |           |           | 62,544    |
| 大型院校             | 15,536    | 16,872    | 18,655    | 25,603    | 25,944    | 25,776    | 29,726    | 31,121    |
| 大学师范学院合计     |           | 89,062    | 85,808    | 83,622    | 81,565    | 74,161    | 70,100    | 64,037    |
| 高级技师文凭         | 199,333   | 235,459   | 234,195   | 230,275   | 230,403   | 228,329   | 230,877   | 234,164   |
| 教育部属公立学校     | 108,262   | 151,085   | 151,023   | 149,688   | 149,849   | 147,948   | 147,305   | 147,592   |
| 其他部署公立学校     | 9,343     | 13,556    | 12,881    | 12,482    | 12,202    | 11,826    | 11,543    | 11,079    |
| 私立                 | 81,728    | 70,818    | 70,291    | 68,105    | 68,352    | 68,555    | 72,029    | 75,493    |
| 大学校预科班         | 64,427    | 72,015    | 72,053    | 73,147    | 74,790    | 76,160    | 78,072    | 80,003    |
| 教育部属公立学校     | 52,572    | 59,431    | 59,160    | 60,407    | 61,938    | 62,904    | 64,157    | 66,021    |
| 其他部署公立学校     | 1,419     | 1,694     | 1,715     | 1,772     | 1,708     | 1,677     | 1,680     | 1,694     |
| 私立学校             | 10,436    | 10,890    | 11,178    | 10,968    | 11,144    | 11,579    | 12,235    | 12,288    |
| 大学外会计教育       | 5,587     | 7,682     | 7,643     | 7,788     | 7,499     | 7,430     | 7,871     | 8,377     |
| 教育部属公立学校     | 3,951     | 4,680     | 4,875     | 4,909     | 4,979     | 4,910     | 5,151     | 5,280     |
| 私立学校             | 1,636     | 3,002     | 2,768     | 2,879     | 2,520     | 2,520     | 2,720     | 3,097     |
| 入学考试预备课程     | 3,965     | 3,323     | 3,271     | 3,309     | 3,058     | 3,162     | 3,835     | 4,066     |
| 技术大学             | 3,157     | 6,603     | 6,974     | 6,962     | 7,375     | 7,604     | 7,931     | 8,248     |
| 国立大学理工学校院   | 8,250     | 12,392    | 12,794    | 12,514    | 12,478    | 12,445    | 7,743     | 6,763     |
| 工程师教育           | 57,653    | 102,407   | 105,007   | 107,219   | 108,057   | 108,846   | 108,773   | 114,427   |
| 大学                 | 10,545    | 25,240    | 24,855    | 25,759    | 25,606    | 25,983    | 26,414    | 20,429    |
| 技术大学 UT          | 1,689     | 4,075     | 4,321     | 4,511     | 4,838     | 5,118     | 5,450     | 5,795     |
| 国立大学理工学院 INP | 5,091     | 9,252     | 9,600     | 9,494     | 9,532     | 9,483     | 5,989     | 4,992     |
| 教育部属公立学校     | 15,461    | 24,128    | 22,550    | 23,525    | 23,431    | 22,342    | 24,290    | 33,644    |
| 其他部署公立学校     | 10,865    | 14,577    | 17,270    | 17,178    | 17,458    | 18,420    | 17,357    | 16,922    |
| 私立学校             | 14,002    | 25,135    | 26,411    | 26,752    | 27,192    | 27,500    | 29,273    | 32,645    |
| 商业学校             | 46,128    | 74,680    | 80,619    | 83,176    | 88,437    | 87,333    | 95,835    | 100,609   |
| 私立大学             | 19,971    | 19,644    | 18,058    | 19,820    | 21,306    | 21,024    | 22,225    | 23,219    |
| 初级师范学校         | 16,500    |           |           |           |           |           |           |           |
| 国立高等师范学院     | 2,675     | 3,044     | 3,104     | 3,122     | 3,191     | 3,658     | 3,680     | 4,122     |
| 司法管理学校         | 7,328     | 11,001    | 10,858    | 10,750    | 10,477    | 10,425    | 8,617     | 7,707     |
| 高等文化艺术学校     | 41,988    | 60,366    | 61,444    | 62,864    | 64,598    | 64,531    | 61,834    | 61,617    |
| 社会辅助医疗学校     | 74,435    | 111,191   | 119,456   | 124,201   | 131,654   | 131,100   | 134,407   | 134,407   |
| 其他学校与课程       | 7,515     | 28,716    | 29,322    | 30,653    | 30,692    | 33,255    | 34,072    | 38,242    |
| 合计                 | 1,717,060 | 2,208,421 | 2,256,150 | 2,269,797 | 2,283,267 | 2,253,832 | 2,231,495 | 2,231,745 |

|                                          | 1960  | 1970  | 1980    | 1990    | 2000    | 2003    | 2004    | 2005    | 2006    | 2007    | 2008    |
| 大学（不包括大学技术学院和大学师范学院） | 214.7 | 637.0 | 804.4   | 1,085.6 | 1,277.5 | 1,311.9 | 1,312.1 | 1,309.1 | 1,285.4 | 1,247.5 | 1,223.7 |
| 大学技术学院                             |       | 24.2  | 53.7    | 74.3    | 119.2   | 113.7   | 112.4   | 112.6   | 113.8   | 116.2   | 118.1   |
| 高级技师证书                             | 8.0   | 26.8  | 67.9    | 199.3   | 238.9   | 234.2   | 230.3   | 230.4   | 228.3   | 230.9   | 234.2   |
| 大学校预科班                             | 21.0  | 32.6  | 40.1    | 64.4    | 70.3    | 72.1    | 73.1    | 74.8    | 76.2    | 78.1    | 80.0    |
| 其他院校与课程                           | 66.0  | 130.0 | 215     | 293.4   | 454.3   | 524.2   | 541.8   | 556.4   | 550.2   | 558.8   | 575.7   |
| 合计                                     | 309.7 | 850.6 | 1,181.1 | 1,717.1 | 2,160.3 | 2,256.2 | 2,269.8 | 2,283.3 | 2,253.8 | 2,231.5 | 2,231.7 |

### 每名学生每年的公共财政支出
对大学生的支出远低于大学预科班和高级技师文凭学生的支出。这种情况使法国就业、收入和社会和谐理事会认为大学时法国高等教育机构中输出贫穷最多的机构。
| 大学   | 高级技师证书 | 大学校预科班 | 总计   |
| ------ | ------------ | ------------ | ------ |
| 10942€ | 13505€       | 15015€       | 11739€ |

法国的支出比经合组织国家的平均水平稍高一些。
| 意大利     | 法国        | 比利时    | 英国        | 日本        | 瑞典        | 加拿大 | 美国        | 经合组织平均水平 |
| ---------- | ----------- | --------- | ----------- | ----------- | ----------- | ------ | ----------- | ---------------- |
| 9579.8$PPA | 15067.1$PPA | 15179$PPA | 15862.3$PPA | 16014.8$PPA | 19562.1$PPA | $PPA   | 25575.9$PPA | 13528.2$PPA      |

### 助学金
2012至2013学年度，共有654772名学生接受基于社会地位与收入的助学金，其中465690名为在大学注册的大学生。
助学金分为七个等级。副0级的学生可以免交注册费（占享受助学金学生总人数的15 %），享受第七级助学金的学生每年可以领到4019欧元（占享受助学金学生总人数的20 %）。

## 可持续发展教育
2009年的格勒纳勒（第一）法律规定：“高等教育机构需要从2009年开学开始起草一份“绿色发展计划”。大学和大学校可以设立以歌给予可持续发展的认证”。大学校会议、法国可持续发展学生联盟和大学校长会议三个组织联合发布了绿色院校计划纲要。
纲要按照法国国家可持续发展战略明确了九个关键点：
1. 可持续的消费和生产
2. 知识型社会（教育、教学、研究、发展）
3. 治理
4. 环境变化与能源
5. 可持续交通
6. 生物多样性与自然资源的保护和管理
7. 公共卫生、风险防范和管理
8. 人口、移民、社会融合
9. 可持续发站与世界贫穷的国际挑战